# أليسون ريتشارد
أليسون ريتشارد (بالإنجليزية: Alison Richard)‏ هي عالمة بريطانية، ولدت في 1 مارس 1948 في بروملي ‏ في المملكة المتحدة.